# Aleksandr Rogov
Aleksandr Rogov (Putilkovo, 27 maart 1956 - 1 oktober 2004) was een Sovjet-Russisch kanovaarder.
Rogov won tijdens de Olympische Zomerspelen 1976 de gouden medaille op de 500 meter.

## Belangrijkste resultaten

### Olympische Zomerspelen
| Editie | Plaats   | Resultaten |
| ------ | -------- | ---------- |
| 1976   | Montreal | C-1 500m   |

1976: Aleksandr Rogov ·
1980: Sergej Postrechin ·
1984: Larry Cain ·
1988: Olaf Heukrodt ·
1992: Nikolai Boechalov ·
1996: Martin Doktor ·
2000: György Kolonics ·
2004: Andreas Dittmer ·
2008: Maksim Opalev